# 디렉터스 컷 (2016년 영화)
《디렉터스 컷》(Director's Cut)은 미국에서 제작된 애덤 리프킨 감독의 2016년 독립 블랙 코미디 공포 영화이다. 펜 질렛이 각본을 쓰고 제작에 참여했으며 미시 파일 등과 함께 출연하였다. 본 촬영은 2014년 9월 이루어졌으며 4주간 지속되었다. 2016년 1월 22일 슬램댄스 영화제에서 개봉되었다.

## 출연
- 펜 질렛
- 미시 파일
- 해리 햄린
- 헤이스 맥아더
- 린 셰이
- 길버트 곳프리드
- 애덤 리프킨
- 마셜 벨
- 네스터 카보넬
- 브리 올슨
- 딘 캐머런

## 기타 제작진
- 배역: 도리 주커먼